# イカナゴ
イカナゴ（玉筋魚、鮊子、学名：Ammodytes japonicus）は、スズキ目ワニギス亜目イカナゴ科に属する海水魚の総称である。かつての学名はAmmodytes personatus であったが、2015年の研究で A. personatus は日本には分布しないことが分かり、イカナゴの学名はシノニムであるとされていた Ammodytes japonicus となった。
イワシなどと並んで、沿岸海域における食物連鎖の底辺付近を支える重要な魚種である。日本においては食用とされ、釘煮（くぎ煮）、天ぷらなどに調理される。

## 日本語における名称
イカナゴには様々な地方名があり、稚魚は東日本で「コウナゴ、コオナゴ（小女子）」、西日本で「シンコ（新子）」と呼ばれる。毎日新聞ではイカナゴについて取り扱った記事で、東京本社版は「コウナゴ」、大阪本社版は「コウナゴ（イカナゴ）」「イカナゴ」と表記した例がある。
また、成長した個体は北海道で「オオナゴ（大女子）」、東北地方で「メロウド（女郎人）」、西日本では「フルセ （古背）」「カマスゴ（加末須古）」「カナギ（金釘）」などと呼ばれる。

## 分布と生態

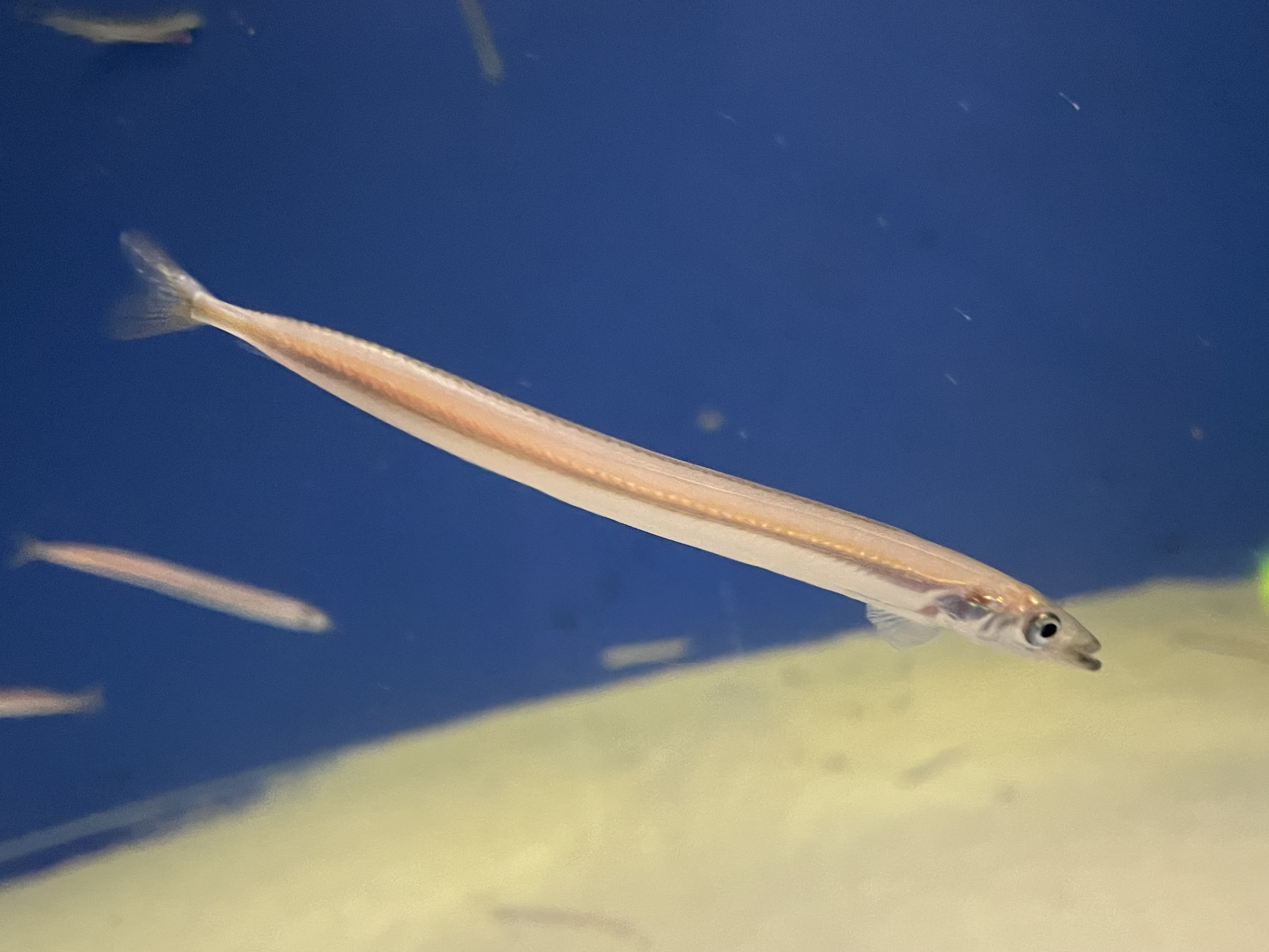
姫路市立水族館飼育展示個体

イカナゴは北半球の寒帯域から温帯域を中心に熱帯域まで、沿岸部に5属18種が分布する。沿岸の粒径0.5ミリメートルから2.0ミリメートル程度までの砂泥底に棲息し、主にプランクトンを食べる。産卵期は冬（12月）から翌年春（5月）で、寒冷な水域ほど遅い傾向が見られ、水深10メートルから30メートル付近の砂底に、粘着質の卵を産卵する。なお、北方系の魚であるため、温暖な水域では、夏季に砂に潜って夏眠（かみん）する。
日本産イカナゴは移動性が小さく、各地に固有の系統群が存在している。
1歳で体長10センチメートル程度まで成長し、成熟する。3年から4年で20センチメートル程度まで成長する。ただし瀬戸内海や伊勢湾では大きくても15センチメートルである。

## 漁獲
日本では沿岸漁業で漁獲される。集魚燈を用いた敷網漁や、定置網漁や、船曳網によって捕獲する。日本では生食や加工食品以外に、太刀魚、スズキ、メバル等の釣り餌や養殖用飼料としても利用される。
しかし、乱獲や生息環境の悪化および海砂の採集による生育適地の破壊により、日本各地で漁獲量は激減した。特に、瀬戸内海のようなイカナゴが夏眠を行う水域において、イカナゴの夏眠に適した粒度分布の海砂が、ちょうどコンクリートの骨材に適していたため、その海砂が建設資材として大量に採取され、多くの漁場が壊滅的な被害を受けた。
下水処理の普及、海水浴場の衛生維持を想定した水質規制により、河川から流れ込む栄養塩類の減少もイカナゴの資源量を減らす原因とみられる。
このような状況を受けて、伊勢湾や瀬戸内海では、年ごとにイカナゴの生育度合いや推定資源量を調査し、その年の漁獲量を決定している。それだけでは資源量回復に不十分であるため、以下のように各地で禁漁が実施されている。

### 日本各地での禁漁や不漁

#### 陸奥湾
青森県の陸奥湾での漁獲量は、1973年に1万トンを超えていたが、乱獲により1980年代には100トン以下に激減した。1990代後半に、漁獲量は一旦回復して1,000トンを超えたものの、その後は減少を続け、2012年には1トンまで減少した。
漁獲量の減少傾向を受けて、青森県庁は2007年に「イカナゴ資源回復計画」を立案し、漁期短縮などを行い資源量の回復を目指した。しかし、資源量回復に失敗した。陸奥湾における2012年の親魚は、約1,000万尾程度と推定され、適正水準の3億尾を大きく下回っていた。そのため、2013年漁期から資源回復のために、陸奥湾での「集魚灯を使った漁や小型の定置網漁の全面禁漁」を決定した。ところが、2019年2月に陸奥湾湾口周辺海域で実施された調査では、稚仔が全く採集されなかった。

#### 伊勢湾・三河湾
伊勢湾と三河湾では2016年から禁漁が続いている（2024年時点）。
伊勢湾では冬季に資源調査を行い、春のイカナゴの漁獲実施の際の漁獲量を判断している。前年末から2月にかけて行われる資源調査の結果、2016年以降は稚魚の捕獲数が著しく少なく、ゼロの年度もあるため、愛知県及び三重県で、イカナゴは禁漁の状態が続いている。

#### 大阪湾での不漁
大阪湾のイカナゴ漁は、2016年まで毎年1万トン以上の漁獲があったものの、2017年以降には極端な不漁に陥り、2019年1月の仔魚採集調査では1998年以降で最も少ない漁獲であった。実際の漁においても、2019年には漁業者が3日で漁を打ち切ったほど、漁獲量が僅少だった。これに対して、2019年の段階では淡路島以西の海域では、それなりの漁獲量は維持されていた。

## 調理方法

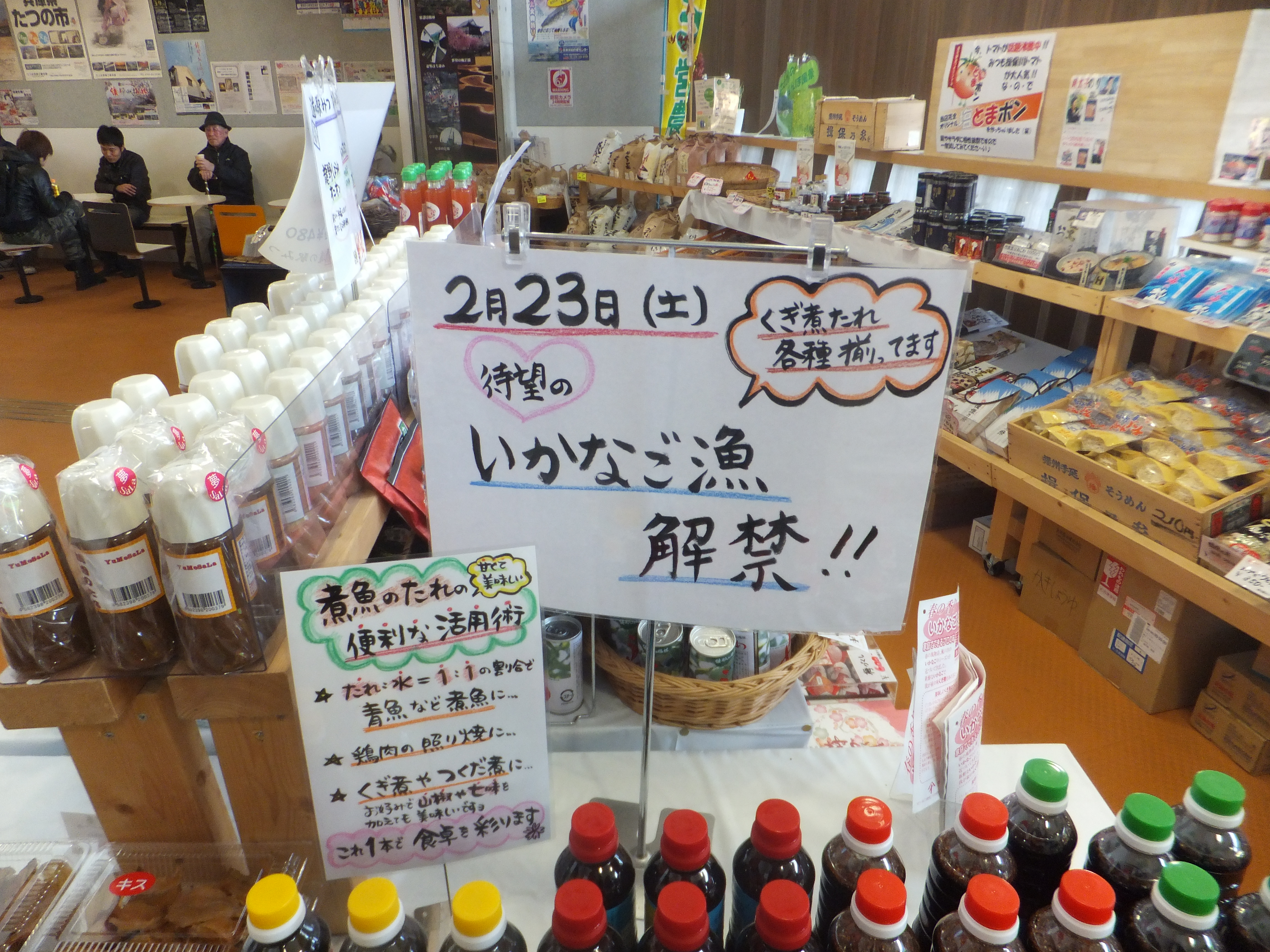
イカナゴ漁の解禁を知らせるPOP。
道の駅みつで撮影。

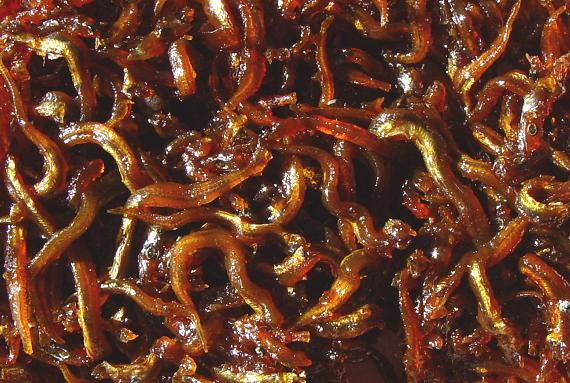
イカナゴの釘煮

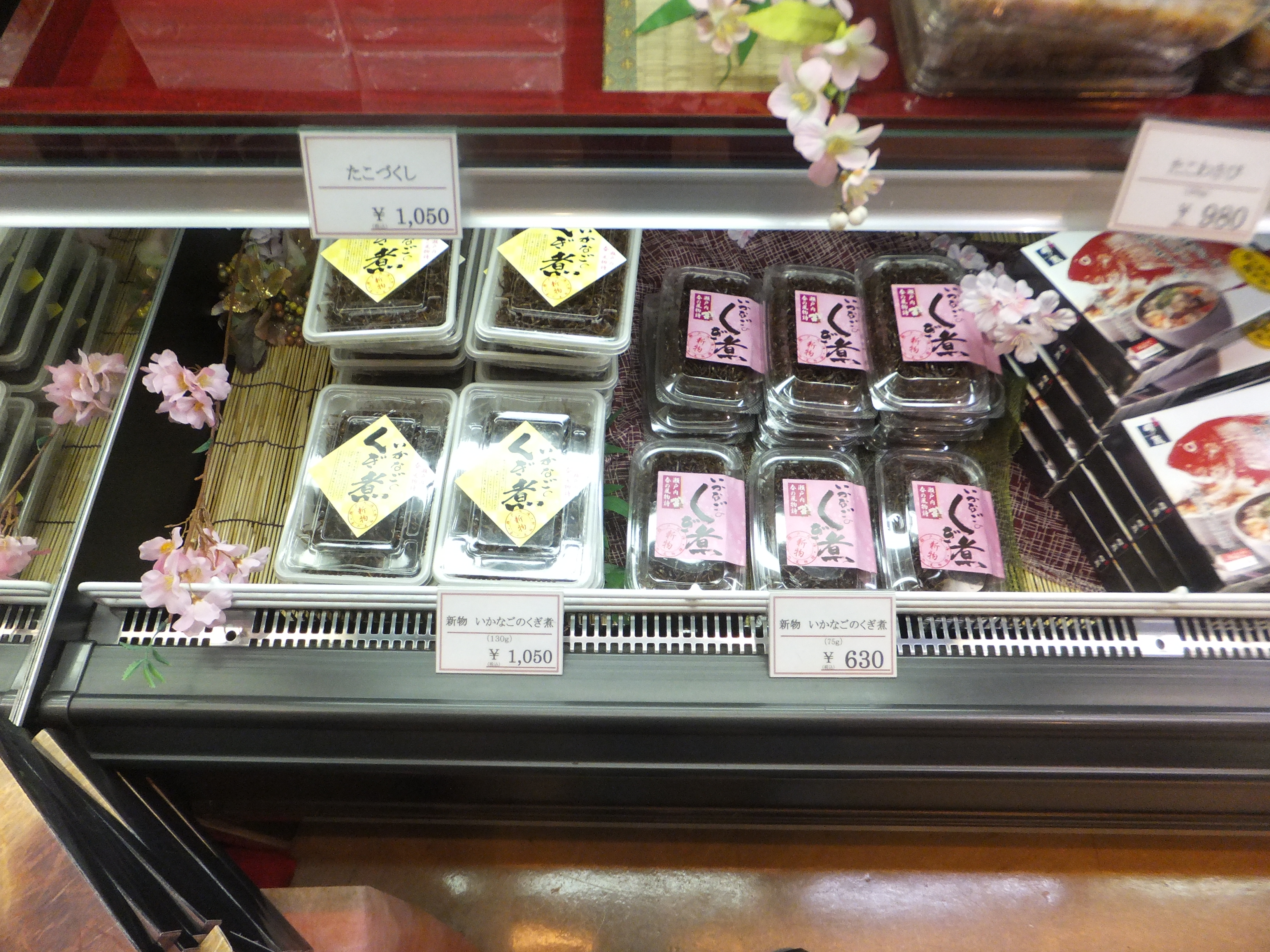
製品化されたイカナゴの釘煮のパッケージの例。
山陽自動車道三木サービスエリアで撮影。

### 釘煮
四国を除いた、播磨灘や大阪湾に面した瀬戸内海東部沿岸部で、イカナゴは釘煮と呼ばれる郷土料理で親しまれ、阪神地区、播磨地区では春先に、各家庭でイカナゴの幼魚を炊く光景が見られてきた。
釘煮は佃煮の1種であり、水揚げされたイカナゴを、醤油やざらめ糖、千切りにしたショウガなどで味付けして煮込み、煮汁が減った段階で味醂を加えながら、焦がさぬように、煮汁が無くなるまで数回煮詰める事を繰り返す。この際に、箸などでかき混ぜると身が崩れ、団子状に固まってしまうため、一切かき混ぜない。炊き上がったイカナゴの幼魚は、茶色く曲がっており、その姿が錆びた釘に見えるため「釘煮」と呼ばれるようになったとする説が有力である。なお「くぎ煮」は、神戸市長田区の珍味メーカーである株式会社伍魚福（ごぎょふく）の登録商標である。
ある種の風物詩として、また毎年3月末頃に、阪神地区、播磨地区の食料品店に、製品化された釘煮が山積みされてきた。また、この地域の土産物店でもイカナゴの釘煮は販売されており、ショウガ味以外に、サンショウ味、トウガラシ味の製品も見られる。
常温で日持ちする釘煮は、郵送で親類・知人に送付することも多く行われており、郵便局だけでも年間100万件近く、釘煮が送付されている。これに着目し、明石市の郵便局の一部では、レターパックに収まるサイズのプラスチック容器の販売を行っている。
神戸市の垂水区はイカナゴの釘煮発祥の地と呼ばれており、それを示す石碑が垂水区塩屋町に建てられた。ただし、これには異説も唱えられており、2013年10月2日には、神戸市長田区駒ケ林の駒林神社の大鳥居前に「いかなごのくぎ煮発祥の地」の石碑が建立された。
一方で、同じ近畿地方でも、前述の地域を除く他の地域ではイカナゴの釘煮は、あまり食されない。顕著な例として、京都ではイカナゴの釘煮よりもちりめん山椒が主流であり、そもそも京都の住人などは、イカナゴ自体を下魚として嫌う傾向も散見される。

### フルセの佃煮
イカナゴの釘煮と類似の調理法だが、一般に釘煮はイカナゴの幼魚を調理したものであるのに対して、成魚であるフルセを佃煮に調理する地域も見られる。そのような地域としては、例えば、淡路島が挙げられる。フルセを調理した佃煮は、釘煮と明確に区別するため、釘煮とは呼ばず、そのまま「佃煮」の名称で扱われる。

### ちりめん
水揚げされた体長2センチメートル程のイカナゴの幼魚は、鮮度が落ちないよう、水揚げ後にただちに釜揚げにされ、店頭に並ぶ。これを新子または新子ちりめんと呼ぶ。また、釜茹でした後に、乾燥させた場合はカナギ（小女子）ちりめんと呼ばれる。

### カマスゴ
体長4 - 5センチメートル程度の大きさのイカナゴを釜茹でしたものはカマスゴと呼ばれ、そのまま酢醤油やからし酢味噌で食べる。この際に、1回炙ると香ばしさが出て美味しくなるとされる。

### いかなご醤油

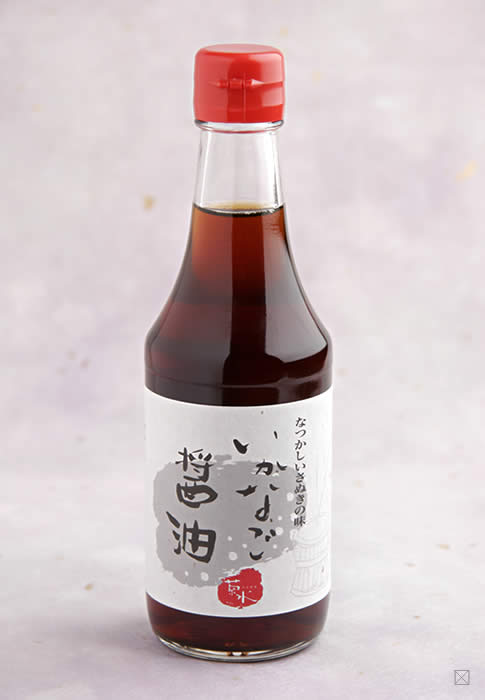
いかなご醤油

香川県では、イカナゴを原材料とした魚醤である、いかなご醤油が見られる。かつては「しょっつる」および「いしる」と共に、日本三大魚醤と呼ばれたものの、1950年代に製造が途絶えた。しかし、その後、少量ながら復活生産されるようになった。

### その他
東北地方では成魚を調理する方が一般的で、干物にされることもあるが、総じて安価に売られている。